# A Michelin étteremkalauz magyarországi élmezőnye (2015)

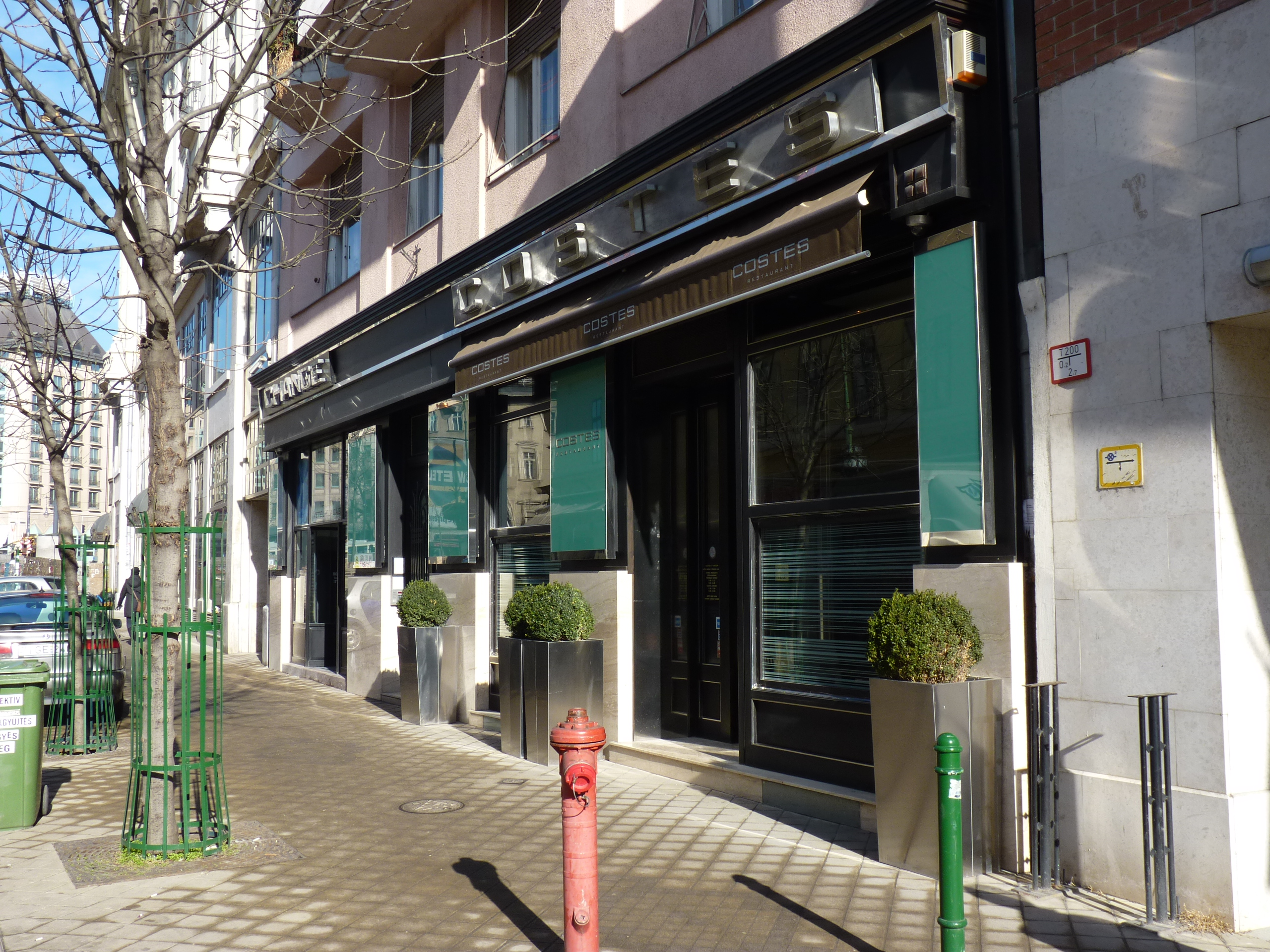
Costes

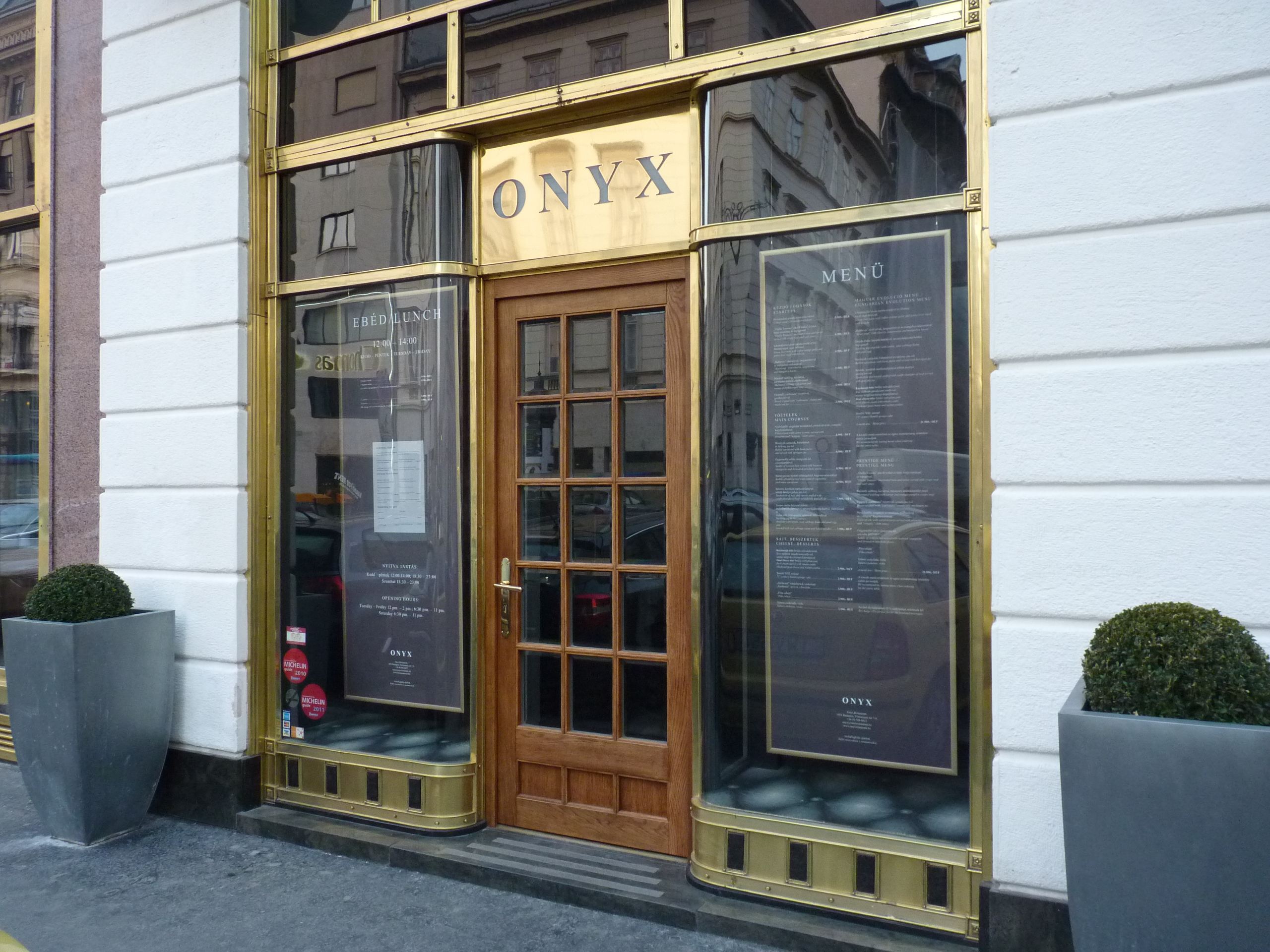
Onyx Étterem

Ez a lista a Michelin étteremkalauz étteremtesztjének 2015-ös élmezőnyét tartalmazza. A Guide Michelin a legjobb éttermeket egy, kettő vagy három csillaggal értékeli. A „Bib Gourmand” minősítés a jó ár-érték arányú éttermeket jelöli.
A 2015-ös élmezőnybe a következő éttermek tartoznak:
| Étterem        | Város    | Pont         |
| -------------- | -------- | ------------ |
| Borkonyha      | Budapest |              |
| Costes         | Budapest |              |
| Onyx Étterem   | Budapest |              |
| Tanti Étterem  | Budapest |              |
| Déryné Bisztró | Budapest | Bib Gourmand |
| Laci! Konyha!  | Budapest | Bib Gourmand |